# 2019 Madrid Challenge by la Vuelta
La cinquena edició del Madrid Challenge by La Vuelta es va disputar a Madrid el 14 i 15 setembre 2019. Fou la 22a cursa del circuit femení ciclista de l'UCI del 2019.

## Recorregut i organització
La primera etapa fou una contrarellotge individual de 9,3km disputada a Boadilla del Monte. La segona etapa es disputà sobre un recorregut de 98,6km dins de Madrid, utilitzant el mateix circuit que es faria servir a la darrera etapa de la Vuelta d'aquell mateix any.

## Resultats
| \| Classificació general \| Classificació general \| Classificació general \| Classificació general \| Classificació general \| \| Ciclista \| Ciclista \| Equip \| Temps \| \| \| --------------------- \| ------------------------- \| ------------------------------------ \| --------------------- \| --------------------- \| \| 1r \| Lisa Brennauer \| WNT-Rotor Pro Cycling \| 2h 33' 06" \| \| \| 2n \| Lucinda Brand \| Sunweb \| + 10" \| \| \| 3r \| Pernille Mathiesen \| Sunweb \| + 28" \| \| \| 4t \| Christine Majerus \| Boels Dolmans \| + 35" \| \| \| 5è \| Eugenia Bujak \| BTC City Ljubljana \| + 36" \| \| \| 6è \| Karol-Ann Canuel \| Boels Dolmans \| + 36" \| \| \| 7è \| Anna Plichta \| Trek-Segafredo \| + 37" \| \| \| 8è \| Letizia Paternoster \| Trek-Segafredo \| + 38" \| \| \| 9è \| Floortje Mackaij \| Sunweb \| + 39" \| \| \| 10è \| Franziska Koch \| Sunweb \| + 41" \| \| \| 11è \| Olga Zabelínskaia \| Cogeas-Mettler-Look Pro Cycling Team \| + 42" \| \| \| 12è \| Vita Heine \| Hitec Products-Birk Sport \| + 44" \| \| \| 13è \| Ruth Winder \| Trek-Segafredo \| + 45" \| \| \| 14è \| Coralie Demay \| FDJ-Nouvelle Aquitaine-Futuroscope \| + 48" \| \| \| 15è \| Jip van den Bos \| Boels Dolmans \| + 48" \| \| \| 16è \| Maria Giulia Confalonieri \| Valcar Cylance \| + 53" \| \| \| 17è \| Anastasiia Pliaskina \| Cogeas-Mettler-Look Pro Cycling Team \| + 53" \| \| \| 18è \| Lourdes Oyarbide Jiménez \| Movistar Team \| + 58" \| \| \| 19è \| Juliette Labous \| Sunweb \| + 59" \| \| \| 20è \| Moniek Tenniglo \| Mitchelton-Scott \| + 1' 02" \| \| |                           |                                      |            |
| |                           |                                      |            |
| Font: ProCyclingStats |                           |                                      |            |
| Classificació general |                           |                                      |            |
| Ciclista | Ciclista                  | Equip                                | Temps      |
| 1r | Lisa Brennauer            | WNT-Rotor Pro Cycling                | 2h 33' 06" |
| 2n | Lucinda Brand             | Sunweb                               | + 10"      |
| 3r | Pernille Mathiesen        | Sunweb                               | + 28"      |
| 4t | Christine Majerus         | Boels Dolmans                        | + 35"      |
| 5è | Eugenia Bujak             | BTC City Ljubljana                   | + 36"      |
| 6è | Karol-Ann Canuel          | Boels Dolmans                        | + 36"      |
| 7è | Anna Plichta              | Trek-Segafredo                       | + 37"      |
| 8è | Letizia Paternoster       | Trek-Segafredo                       | + 38"      |
| 9è | Floortje Mackaij          | Sunweb                               | + 39"      |
| 10è | Franziska Koch            | Sunweb                               | + 41"      |
| 11è | Olga Zabelínskaia         | Cogeas-Mettler-Look Pro Cycling Team | + 42"      |
| 12è | Vita Heine                | Hitec Products-Birk Sport            | + 44"      |
| 13è | Ruth Winder               | Trek-Segafredo                       | + 45"      |
| 14è | Coralie Demay             | FDJ-Nouvelle Aquitaine-Futuroscope   | + 48"      |
| 15è | Jip van den Bos           | Boels Dolmans                        | + 48"      |
| 16è | Maria Giulia Confalonieri | Valcar Cylance                       | + 53"      |
| 17è | Anastasiia Pliaskina      | Cogeas-Mettler-Look Pro Cycling Team | + 53"      |
| 18è | Lourdes Oyarbide Jiménez  | Movistar Team                        | + 58"      |
| 19è | Juliette Labous           | Sunweb                               | + 59"      |
| 20è | Moniek Tenniglo           | Mitchelton-Scott                     | + 1' 02"   |